# Fototrofni organizem
Fototrofni oz. fotoavtotrofni organizem (krajše fototrof oz. fotoavtotrof - iz grščine φωτο - foto: svetloba, τροφός - trofos: hranjenje) je organizem, ki energijo sonca s pomočjo fotosinteze pretvarja v kemično energijo za svoje potrebe. Energija sončne svetlobe se porabi za sintezo energijsko bogatih organskih molekul iz vode in ogljikovega dioksida, pri tem pa kot stranski produkt nastaja kisik.
Ekološko gledano so fototrofi t. i. primarni producenti, s katerimi se posredno ali neposredno prehranjujejo vsa druga živa bitja. Izjema so kemotrofi, ki so prav tako avtotrofni organizmi. Ti namesto sončne svetlobe kot vir energije uporabljajo anorganske snovi, npr. metan. Fototrofi uspevajo v vseh okoljih, kjer je dovolj svetlobe, vode in prostora za rast. Na kopnem prevladujejo rastline, v vodnih okoljih do meje kamor prodira svetloba pa drugi organizmi, kot so alge, nekateri protisti (npr. evglena) in fototrofne bakterije (npr. modrozelene cepljivke).